# Chambon-Sainte-Croix
 Chambon-Sainte-Croix  es una comuna (municipio) de Francia, en la región de Lemosín, departamento de Creuse, en el distrito de Guéret y cantón de Bonnat.
Su población en el censo de 1999 era de 86 habitantes.
Está integrada en la Communauté de communes des Deux Vallées.

## Demografía
| 147 | 157 | 138 | 108 | 84 | 86 |
| Para los censos de 1962 a 1999 la población legal corresponde a la población sin duplicidades (Fuente: INSEE [Consultar]) |     |     |     |    |    |